# Сутійськ
Сутійськ, Сутейськ, Сутіска — руський городок, нині село Сонсядка (пол. Sąsiadka) ґміни Сулув Замойського повіту Люблінського воєводства. Населення — 395 осіб (2011).

## Історія
Поява Сутійська на політичній арені точно датується в «Повісті временних літ» кінцем ХІ ст. Літописна згадка про град походить з 1097 р. (за Л. Махновцем, 1099 р.) і розповідає про зайняття Сутейська володимирським князем Давидом Ігоревичем. «Ярослав (Святополчич — авт.) втік до Польщі й прибіг до Берестя, а Давид (Ігоревич — авт.), захопивши Сутейськ і Червен, з'явився несподівано й захопив володимирців». У наведеному тексті йдеться про події міжусобної війни поміж руськими князями, спричиненої підступним ув'язненням та осліпленням Давидом Василька Ростиславича. Сутейськ згадано також в повчанні Володимира Мономаха в описі подій близько 1069 р.: «Ходив у Переяславль до батька, а після великодня з Переяславля до Володимира (Волинського — авт.) – в Сутейську мир укласти з поляками». Обидва свідчення про Сутійськ, на думку М. Ф. Котляра, дають можливість вважати, що це місто було розташовано недалеко від Червеня та Володимира.
Сутійськом вважається городище виявлене біля с. Сонсядка Замойського повіту Польщі. Воно прилягає з півдня до сільської забудови і знаходиться на краю долини р. Пор — лівої притоки Вепря, на лесовому узвишші розсіченому ярами. З північного заходу городище оточує болотиста долина р. Пор. Городище має площу 30 000 м². В ньому можна виділити три сусідні частини, відділені валами та ровами: дитинець, підгороддя і додаткове укріплення в вигляді валу-перешкоди. Дитинець з поверхнею розташований на підвищенні і огороджений від решти одним валом з прямокутними контурами з закругленими кутами. Вал дуже добре зберігся. Підгороддя розташоване між дитинцем та краєм західного яру. По краю річкової долини воно спускається до долини річки і складає 16 000 м². Вал захищав підгороддя з півночі та північного сходу. Вхід на підгороддя знаходився з південного сходу. З цього боку збереглася і третя частина городища, яка носила чисто стратегічне і військове значення. Вона зі сходу знаходилася під обороною валу-перешкоди і рову. Наразі ця частина найбільше знищена, так як межує з селом. Відкрито також могильник Х-ХІ ст.
На думку польських археологів, з XI до XII ст. Сутейськ мав три фази розвитку: І фаза від його побудови у 30-х рр. XI ст., імовірно, Ярославом Мудрим (це припущення, базується більше на логіці ніж на матеріалі джерел), до здобування та часткового знищення Болеславом Хоробрим в 1069 р., II фаза з 1096 р. до поч. XII ст. і III фаза датована на XII ст., впродовж якого град використовувався, на думку польських дослідників, як база для наїздів на Русь Болеславом Кривоустим аж до кінця XII ст., коли як припускають польські дослідники (втім практично без доказів), наступило її знищення в 1205 р. під час походу галицького князя Романа Мстиславича проти польським князям.
Сутейськ лежав на торгівельному шляху, який пробігав з Праги через Краків, Віслицю, Броди (Щебрешин), Червень, Володимир до Києва. Окрім того цей град стояв на рубежі Волині з Польщею і виконував роль прикордонної фортеці. Городище контролювало переправу через річку Пор, яка знаходилася на північний захід від нього.
Наразі Сутейськ добре досліджений польськими археологами. Проведені дослідження дозволили встановити просторовий уклад городища, шари стратиграфії всередині нього, а також виявити фрагменти кераміки. Територію городища перед насипанням валу було частково нівельовано. Вал складався з скроневих конструкцій. Скрині збудовані з дерев'яних балок довжиною, які укладалися в зруб і заповнені лесом з даного узвишшя. Перпендикулярно до зовнішнього краю валу були розміщені дерев'яні стіни, а на увінчанні валу встановлено палісад, який укріплювався плетінням вимазаним глиною. Палісад складався з ряду потужних вертикальних колод, сліди яких у вигляді 30-40 ямок, зареєстровані по всьому валу. Додатково передпілля валу було посилене бермою. З боку в'їзду на городище відкрито релікти дерев'яної вежі. В розкопках на майдані городища виявлено двочленний чотирикутний будинок житловий з піччю, господарчий об'єкт та колодязь. Підгороддя утворилося теж на частково нівельованій території. Дослідження показали що вал охороняв його з усіх боків окрім річки, який на північному напрямку теж мав скроневу конструкцію. Відкриті залишки скринь мали ширину і збереглися на висоту 0,5 м. На підгороддю знайдено напівземлянки, в яких знаходилося по дві куполоподібні печі. Неподалік від хат знайдено господарчі ями та дві вільно стоячі печі. Фортифікаційний вал — перешкоду теж досліджено — тут скринь не виявлено. Цей вал блокував загальний доступ до городища і його зведено останнім.
Важливими знахідками окрім кераміки, стали багатий збір військових предметів: фрагмент меча, сокира, наконечники списів та стріл, остроги, стремена,, узда та підкови, кістяні кам'яні та скляні предмети з XI—XII ст. Цікавими об'єктами є писанки київського типу, розмальовані золотою емаллю. Значну цікавість становлять знайдені на городищі 5 свинцевих печаток Давида Ігоревича, вище згадуваного в повідомленні про Сутейськ 1097 р. на печатці наявний грецький напис: «Господи поможи слузі твоєму Давидові — князю Русі»..
У 1975-1998 роках село належало до Замойського воєводства.

## Демографія
Демографічна структура станом на 31 березня 2011 року:
|          | Загалом | Допрацездатний вік | Працездатний вік | Постпрацездатний вік |
| -------- | ------- | ------------------ | ---------------- | -------------------- |
| Чоловіки | 193     | 33                 | 125              | 35                   |
| Жінки    | 202     | 30                 | 101              | 71                   |
| Разом    | 395     | 63                 | 226              | 106                  |